# رفته رفته (فیلم ۲۰۰۳)
رفته رفته(به انگلیسی: Chalte Chalte) که در ایران با نام همسفر شناخته می‌شود، فیلمی بالیوودی به کارگردانی عزیز میرزا و محصول سال ۲۰۰۳ میلادی است. از بازیگران این فیلم می‌توان به شاهرخ خان و رانی موکرجی اشاره نمود.
این فیلم در ایران با نام همسفر از مؤسسه تصویر دنیای هنر دوبله و پخش شده‌است.

## موضوع فیلم
راج (شاهرخ خان) روستا زاده‌ای است از طبقه متوسط که به دنبال بلند پروازی‌های شخصی به شهر بمبئی آمده‌است و در آنجا شرکت حمل و نقل کوچکی را تأسیس کرده و آنقدر ساده و بی تکلف است که در مواقع ضروری خود رانندگی کامیونها را بر عهده می‌گیرد. راج در یک تصادف با پریا (رانی موکرجی) ملاقات می‌کند، دختری شیک و امروزی که در یونان به دنیا آمده و تربیت شده و اکنون در هند طراح لباس است…